# Saint-Pierre-de-Vassols
Saint-Pierre-de-Vassols település Franciaországban, Vaucluse megyében. Lakosainak száma 504 fő (2022. január 1.). Saint-Pierre-de-Vassols Bédoin, Crillon-le-Brave, Mazan, Modène és Mormoiron községekkel határos.

## Népesség
A település népessége az elmúlt években az alábbi módon változott:
| Lakosok száma | 514  | 518  | 532  | 525  | 517  | 509  | 501  | 496  | 504  |
|               | 2013 | 2015 | 2016 | 2017 | 2018 | 2019 | 2020 | 2021 | 2022 |